# Girolamo Giardina
Girolamo Armando Giardina (Vittoria, 14 maggio 1943 – Catania, 8 dicembre 2006) è stato un botanico italiano.

## Biografia
Ha conseguito la laurea in fisica nel 1966. Dopo la laurea si è dedicato all'insegnamento, iniziando contemporaneamente ad occuparsi di biofisica e biologia.
Nel 1981 ha aderito a Legambiente, partecipando a diverse iniziative di tutela ambientale.
Nel 1986 ha conseguito il titolo di Dottore di Ricerca in Scienze Ambientali (Biogeografia dei Territori Mediterranei). Nell'ambito del Dottorato ha svolto una ricerca sulla Risposta della vegetazione naturale all'incendio nelle garighe della Valle dell'Ippari. 
È divenuto membro della Società Botanica Italiana.
Dal 1988 ha collaborato alla rubrica Segnalazioni Floristiche Italiane della Società Botanica Italiana.
Nel 1991 ha iniziato a realizzare una fototeca delle specie vegetali della Flora sicula, da cui in seguito ha avuto origine la sua opera più significativa, la Checklist of the vascular plants growing in Sicily, pubblicata postuma.
Dal 1995 ha intrapreso ricerche di Sistematica e Tassonomia Botanica che sono state pubblicate su importanti riviste nazionali ed internazionali.
Nel 1997 ha aderito al Gruppo Conservazione Natura della Società Botanica Italiana ed è stato invitato a far parte dell'OPTIMA (Organization for Phyto-Taxonomical Investigations on Mediterranean Areas) di Ginevra.
Recentemente, insieme ad altri, aveva iniziato a mettere a punto un progetto di ricerca sulle piante siciliane in immediato pericolo di estinzione, ricco di suggerimenti per le autorità preposte alla Conservazione della Natura.
Nel 2001 ha diretto, in collaborazione con Francesco Maria Raimondo, una ricerca multidisciplinare sui valori naturalistici dell'area di Cava Randello (Ragusa) (pubblicata sui Quaderni di Botanica Ambientale e Applicata).
Nel 2003 ha condotto in gruppo di lavoro, su incarico dell'Università di Catania, una Ricerca sulla Flora dei territori della Riserva naturale Pino d'Aleppo.
In memoria dello stimato florista è stata descritta la Centaurea giardinae Raimondo & Spadaro, specie di fiordaliso endemica dello spazio altocollinare, submontano e montano del comprensorio etneo.
L'erbario di Girolamo Giardina (comprensivo di più di 20.000 specie) è stato donato, nell'agosto del 2007, all'Erbario Mediterraneo dell'Orto botanico di Palermo.

## Opere
- Giardina G., 1980 I biotopi del Ragusano: una vegetazione unica. – Cronache di una Provincia, Secup, Ragusa, 1: 45-49
- Giardina G., Frasca F., 1982. Campagna verde 1982. – Amministrazione Provinciale di Ragusa.
- Giardina G., 1983. La costituzione della Riserva ”Pineta di Vittoria”.  Dialogo di giugno, Modica: 5
- Giardina G., 1983.La Macchia costiera di Passo Marinaro. Dialogo di ottobre, Modica: 5
- Brullo S., Giardina G., Minissale P., Spampinato G., 1987. Osservazioni fitosociologiche sulle cenosi a "Helianthemum sessiliflorum" della Sicilia meridionale. Bollettino dell'Accademia Gioenia di Scienze Naturali di Catania, 20 (330): 133-140.
- Bartolo G., Giardina G., Minissale P., Spampinato G., 1987. Considerazioni fitosociologiche sulle garighe a ”Cistus clusii” della Sicilia meridionale. – Bollettino dell'Accademia Gioenia di Scienze Naturali di Catania, 20 (330): 141-148.
- Giardina G., 1988 Segnalazioni Floristiche Italiane. Schede n. 574-576. Informatore Botanico Italiano, 20 (2-3): 678-679.
- Ferro G., Giardina G., Parisi C., Salamone C., 1989 Studio fitosociologico delle infestanti dell'anguria nel territorio di Caltanissetta. Atti dell'Accademia Mediterranea di Scienze,
- Ferro G., Giardina G., Salamone C., 1989 Environmental degradation and territorial planning in Aeolian Islands. Atti dell'Accademia Mediterranea di Scienze,
- Giardina G., 1992 Segnalazioni Floristiche Italiane. Scheda n. 692. Informatore Botanico Italiano, 24 (3): 200-201.
- Brullo S., Giardina G., Siracusa G., 1994 Considerazioni fitogeografiche su "Leontodon muelleri" (C. A. Schultz) Ball (Asteraceae), specie rara della flora italiana. – Giornale Botanico Italiano, 128 (1): 375.
- Giardina G., 1995 Segnalazioni Floristiche Italiane. Schede n. 799-801. – Informatore Botanico Italiano, 27 (2-3): 275.
- Giardina G., 1995 Piante nuove o rare in Sicilia. Bollettino dell'Accademia Gioenia di Scienze Naturali di Catania, 28 (349): 537-545.
- Giardina G., 1996.  Dichanthium annulatum (Forssk.) Stapf. new to Europe. – Flora Mediterranea, 6: 197-202.
- Giardina G., 1997 Segnalazioni Floristiche Italiane. Scheda n. 884. Informatore Botanico Italiano, 29 (2-3): 290.
- Giardina G., 1998 La Sicilia, pp. 495-565. – In: Corbetta F. et al. (Eds.). SOS Verde: Vegetazioni e Specie da conservare, Edagricole, Bologna.
- De Leonardis W., Giardina G., Zizza A., 1999 Linaria multicaulis (L.) Miller subsp. humilis (Guss.) De Leonardis, Giardina & Zizza, comb. et stat. nov., a taxon growing in Sicily. – Flora Mediterranea, 9: 97-111.
- Giardina G., 1999 Nuovi dati sulla distribuzione di piante critiche o rare della Sicilia. Informatore Botanico Italiano, 31 (1-3): 7-11.
- Arcidiacono S., Giardina G., 2000 Petasites hybridus (L.) P. Gaertn. & al., nuovo e probabilmente autoctono per la Flora di Sicilia. – Informatore Botanico Italiano, 32 (1): 23-25.
- Giardina G., Federico C. & Galia F. 2000 Note sulla distribuzione di alcune specie rare della flora sicula. – Archivio Geobotanico, 6 (1): 83-86.
- Giardina G. & Lucchese F., 2000 The native-alien status of  Centaurea diluta Aiton in Italy. Additional points and clarification. – Archivio Geobotanico, 6 (2): 183-188.
- De Leonardis W, De Santis C., Giardina G., Zizza A., 2001 La distribuzione in Sicilia di Malcolmia ramosissima (Desf.) Thell. e Malcolmia nana (DC.) Boiss. (Cruciferae) con note su alcuni caratteri discriminanti. – Webbia, 56 (1): 127-138.
- Giardina G., 2001 Le piante sicule minacciate dell'elenco BioItaly. In: Pignatti S. et al. (Eds.), Liste rosse e blu della flora italiana, Forum Plinianum, ANPA, Roma.
- Galesi R., Giardina G., 2001 Per un programma di conservazione ex situ in Sicilia: elenco preliminare di specie vegetali della fascia costiera. Informatore Botanico Italiano
- Giardina G., 2001 Segnalazioni floristiche italiane. scheda n. 1046. Sisymbrium erysimoides Desf. (Cruciferae). Informatore Botanico Italiano, 34 (1): 138.
- Giardina G., 2001 Bidens aurea (Aiton) Sherff (Asteraceae) naturalizzata in sicilia. – Quaderni di Botanica Ambientale e Applicata, 10 (1999): 93-96.
- De Leonardis W, De Santis C., Giardina G., Zizza A., 2002 Il gruppo Linaria multicaulis (L.) Miller (Scrophulariaceae) in Sicilia: un'indagine in corso su tassonomia e distribuzione. Informatore Botanico Italiano, 33 (2) (2001): 509-513.
- Giardina G. & Raimondo F. M. (eds.), 2002 Cava Randello (Ragusa, Sicilia Meridionale): un biotopo meritevole di conservazione. – Quaderni di Botanica Ambientale e Applicata, 12 (2001): 103-166.
- De Leonardis W, De Santis C., Fichera G., Giardina G., Zizza A., 2003 Linaria multicaulis (L.) Miller (Scrophulariaceae) in Sicily: an investigation within its subspecific and varietal ranks. Bocconea, 16 (2): 585-595.
- Conti f., Angiolini C., Bernardo L., Costalonga S., Di Pietro R., Fascetti S., Giardina G., Giovi E., Gubellini E., Lattanzi E., Lavezzo P., Peccenini S., Salerno G., Scoppola A., Tinti D., Turrisi R.E., Elenco delle piante raccolte durante l'escursione del gruppo di floristica della Società Botanica Italiana, Basilicata (3-6 giugno 2003). Informatore Botanico Italiano, 2005; 36 (2).
- Giardina G., Raimondo F.M., Spadaro V., 2007 — A catalogue of plants growing in Sicily. — Bocconea, 20: 5-582, Palermo.— ISSN 1120-4060 (WC · ACNP). ISBN 978-88-7915-022-4.
- Giardina G., Raimondo F.M., Spadaro V., Checklist of the vascular plants  growing in Sicily, Bocconea, Herbarium Mediterraneum, 2007 - Palermo
- Giardina G., Piante rare della Sicilia, Palermo, Università degli Studi di Palermo, 2010, ISBN 978-88-903108-3-6.
- Galesi R., Giardina G., Rossello F., 2005 - Nuovi dati sulla Flora Sicula. . - Inform. Bot. Ital., 37 (2): 1161-1166.